# Pen
En pen er et skrive- og tegneredskab, der påfører små mængder af blæk eller tusch på papir eller lignende. Ordet pen kommer af det latinske ord penna, der betegner en fjer. Penne kan nemlig laves af visse fugles svingfjer, men andre materialer som metal har også fundet anvendelse.

## En pens anatomi
En pen består af en stift, eventuelt af fjedrende materiale, der er spidset til. Spidsen er flækket på langs og kan fremføre blæk ved kapillærvirkningen. Spalten i pennens spids kan stå i forbindelse med et reservoir eller en blækholder, fx en hulning eller et stykke S-formet metal.

## Pennetyper
Blandt de forskellige materialer, som har været anvendt til penne, er tagrør, siv blandt de tidligste, men allerede i antikken kendes penne af bronze. En pen fremstillet af rør, kaldes på latin calamus. En skriftlig smutter kaldes derfor lapsus calami.
I middelalderen finder man på at fremstille penne af svingfjerene på større fugle som gæs og svaner. En fjerpen slides hurtigt, og en skriver skal derfor kunne spidse pennen. Til dette formål havde man en pennekniv. Fjerens stråler eller dele af fanen kunne fjernes, hvilket ofte var tilfældet i middelalderen.
Metalpenne, normalt af stål, slides langsomt, hvorfor de ikke skal spidses. De har desuden helt andre skriveegenskaber. De kan laves fjedrende. Metalpenne monteres (normalt) i et penneskaft, der almindeligvis er fremstillet af lakeret træ eller finere materialer. Man kunne også få tilskårne, korte fjerpenne til montering i et penneskaft.
Spidsens udformning har stor betydning for karakteren af det skrevne. En spids pen kan give en fin, tynd skrift. En bredpen giver skiftevis brede og tynde streger afhængigt af skriveretningen og måden, den holdes på. Spidsen på en bredpen kan være lige eller skråt afskåret, hvilket også har stor betydning. Bredpennen har givet karakter til frakturskriften og andre skrifttyper som uncialer og de karolingiske minuskler. Den har også sat sit præg på antikvaen. Er pennen lang og fjedrende (som fx elastikpennen), fås en skrift med tiltagende tykkelse i takt med, at man øger presset på pennen. Dobbelte stålpenne kendes også. Rundpenne, der ender i en lille rund plade, giver en streg, der altid har samme tykkelse.
Til tekniske tegninger og illustrationsarbejde findes tekniske tegnepenne/rørpenne. Disse må ikke forveksles med penne fremstillet af rørplanter. Her findes tusch eller blæk i en beholder og flyder herfra ned på papiret gennem et tyndt rør.

## Pennen i dag
Den klassiske pen er i dag trængt tilbage fra skrivearbejdet, først af fyldepennen, dernæst af kuglepennen, fiberpennen, rollerballen og skrivemaskinen og meget senere computeren. Pennen finder dog stadig anvendelse til tegning og kalligrafi.